# Antonio Palomares
Pour les articles homonymes, voir Palomares.
Antonio Palomares Vinuesa, né à Robledo en 1930 et mort à Valence le 24 mars 2007, est un homme politique espagnol, militant anti-franquiste et premier secrétaire du Parti communiste du Pays valencien (PCPV) entre 1976 et 1979,.

## Biographie
Fils d'un artisan cordonnier, il naît à Robledo (province d'Albacete) en 1930.
En 1939, à la fin de la guerre civile, ses parents fuient le régime franquiste et s'exilent en France. Après avoir milité dans l'organisation Francs-tireurs et partisans de résistance contre l'occupant nazi à la fin de la Seconde Guerre mondiale, il devient militant du Parti communiste d'Espagne (PCE),.
En 1956, il est envoyé en Espagne par le parti pour travailler à son organisation dans la clandestinité contre la dictature franquiste, en collaboration avec Julián Grimau.
À partir de 1967, il s'installe à Valence, où il est nommé secrétaire général du PCE du Pays valencien et participe activement à l'opposition anti-franquiste.
En 1968, il est arrêté par les forces de l'ordre. Victime du torture, il est finalement libéré après d'importantes protestations internationales.
Il poursuit son implication dans l'opposition au régime, militant activement pour la restauration des libertés fondamentales et l'instauration d'un statut d'autonomie pour le Pays valencien,.
Au début de la transition démocratique espagnole, il est Secrétaire général du PCPV-PCE (tout juste légalisé) entre 1976 et 1979,. Au sein du parti, il est représentant d'un courant opposé à celui plus nationaliste (valencianiste) incarné par Emèrit Bono ou Ernest Garcia,.
Il est élu député au Congrès de la Ire législature,. Il fait partie des cinq membres de la commission de rédaction du statut de Benicàssim, qui servira de base au statut d'autonomie de la Communauté valencienne de 1982,,. En 1983, il est député au Parlement valencien.
Il meurt le 24 mars 2007. Environ 300 personnes, dont d'importantes personnalités politiques, comme l'ancien dirigeant du Parti communiste espagnol Santiago Carrillo et l'ancien président du Conseil de la Généralité valencienne Joan Lerma, assistent à ses funérailles, mais sans aucun représentant du Conseil alors présidé par Francisco Camps du Parti populaire.